# رودخانه پارانا
رود پارانا (به اسپانیایی: Río Paraná) رودی واقع در جنوب مرکزی آمریکای جنوبی با طول ۲۵۷۰ کیلومتر است که از کشورهای برزیل، پاراگوئه و آرژانتین عبور می‌کند. درازای آن با احتساب آب‌های رود پارانایبا (در برزیل) به ۳۹۹۸ کیلومتر می‌رسد. پارانا دومین رود بزرگ آمریکای جنوبی پس از رودخانه آمازون است.

## نام
نام پارانا در زبان توپی (از زبان‌های بومیان منطقه) به معنای " به بزرگی دریا " یا " به شکل دریا " گرفته شده است.

## جریان رود

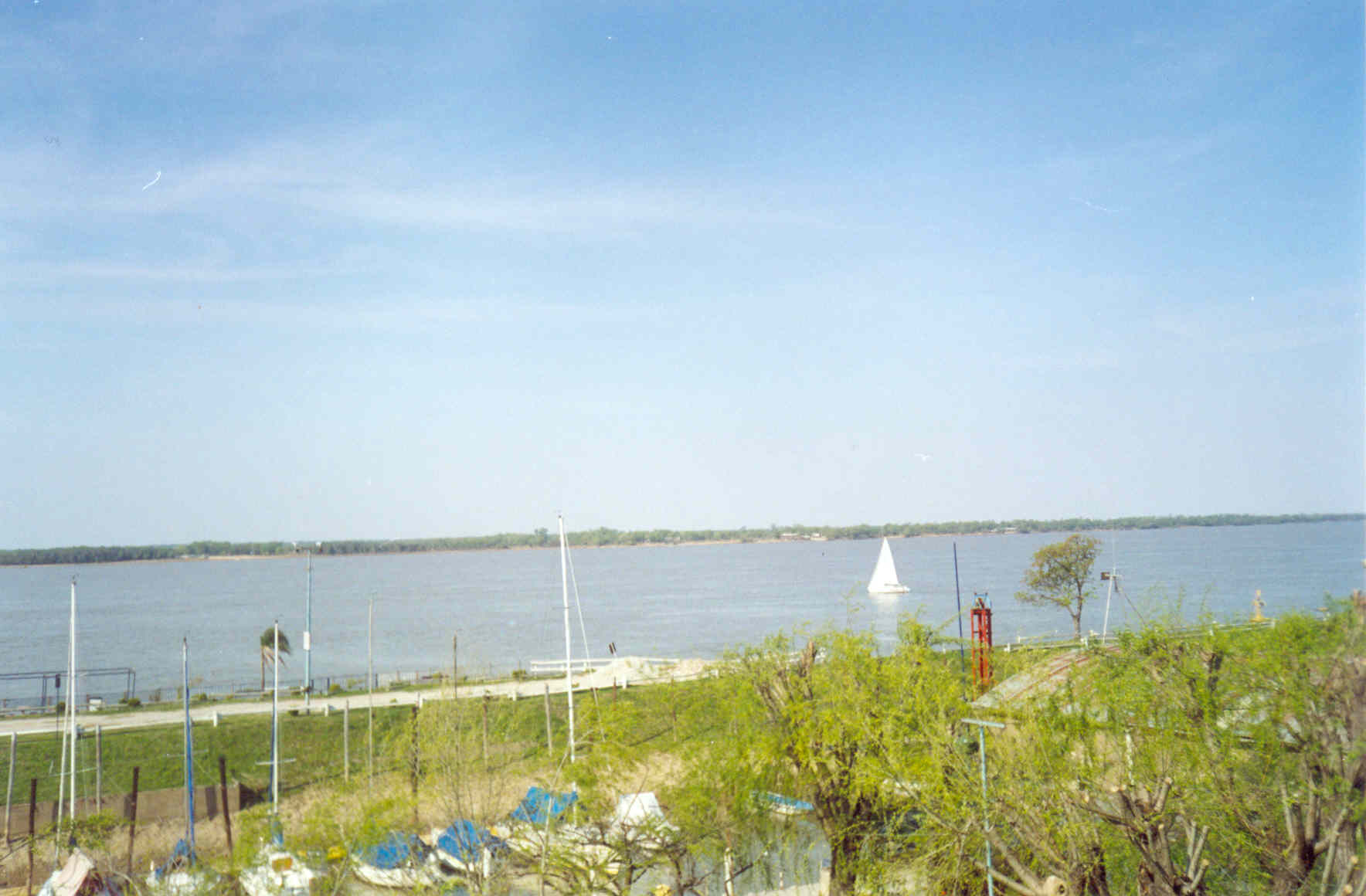
نمایی از رودخانه پارانا از روزاریو، آرژانتین، واقع در ساحل غربی آن

رود پارانا از هم ریزشی دو رود پارانایبا و ریوگرانده در جنوب برزیل تشکیل می‌شود. این رود تا ۶۱۹ کیلومتر پس از سرچشمه در مسیری به سوی جنوب غرب تا شهر سالتو دل گوایرا پاراگوئه پیش می‌رود و پس از آن برای ۱۹۰ کیلومتر به سمت جنوب جریان می‌یابد و مرزی آبی به همان طول را تا برخورد با رود ایگواسو، بین دو کشور پاراگوئه و برزیل پدیدمی‌آورد. سد بزرگ « ایتایپو» (دومین سد بزرگ تولید برق در جهان) کمی پس از اتصال این دو رود ایجاد شده است. رود پارانا پس از تلاقی با رود ایگواسو، مرز طبیعی بین دو کشور آرژانتین و پاراگوئه را تشکیل می‌دهد. دو شهر انکارناسیون پاراگوئه و پوساداس آرژانتین در دو سوی این رود مشرف شده‌اند. رود مسیر خود را رو به جنوب تا ۴۶۸ کیلومتر و پس از آن با پیچی ملایم به سوی غرب به درازای ۸۲۰ کیلومتر و سپس برخورد با رود پاراگوئه ادامه می‌دهد.
آب‌های روان پارانا، قبل از برخورد با رود پاراگوئه، درپشت سد« یاسیره تا » (به عنوان دومین سد هیدروالکتریکی و پروژه مشارکتی بین آرژانتین و پاراگوئه)، ذخیره آبی عظیمی را پدیدآورده است. این منبع ارزشمند آبی گاهی بر اثر طغیان، زندگی سکنه زمین‌های پست انکارناسیون پاراگوئه را مختل می‌سازد.
رود پارانا پس از تلاقی با رود پاراگوئه، ۸۲۰ کیلومتر به سوی جنوب و با پیچ ملایمی به درازای ۵۰۰ کیلومتر روان می‌شود و پس از آن در دهانه ریورپلاته به رود اروگوئه می‌رسد و سرانجام به اقیانوس اطلس می‌ریزد.

## بهره‌برداری
رود پارانا و شعبه‌هایش، شاخآب‌های عظیمی را تشکیل می‌دهد که بیشتر بخش‌های جنوب مرکزی قاره از جمله کل پاراگوئه، شمال آرژانتین، جنوب برزیل و بخش‌های از بولیوی و اروگوئه را در بر می‌گیرد. حجم آبی که از دهانه ریورپلات (ریو دلاپلاتا ) به اقیانوس اطلس می‌ریزد برابر با حجم دلتای رود میسی سیپی است. این آبریز، آب شهرهای بزرگی مانند آسونسیون، بوئنوس آیرس، سائوپائولو و برازیلیا را تأمین می‌کند. پارانا و شاخه‌های آن همچنین منبع درآمد و معاش روزانه بسیاری از ماهیگیران ساحلی می‌باشد. برخی گونه‌های ماهی (مانند سوروبی و سابالو) برای مصارف داخلی و نیز واردات صید می‌شوند.
بخش عظیمی از رود قابل کشتیرانی است که به عنوان گذرگاه آبی، شهرهای داخلی پاراگوئه و آرژانتین را به اقیانوس اطلس مربوط می‌سازد.
هم چنین پل‌های متعددی بر رود پارانا احداث شده است از جمله:
- پل دوستی (فرندشیپ) بین شهرهای سیوداد دل استه (پاراگوئه) و فوز دو ایگواسو (برزیل)
- پل سان روکه گونزالز دسانتا کروس بین دو شهر انکارناسیون (پاراگوئه) و پوساداس (آرژانتین)
- پل خنرال بلگرانو بین رسیستانسیا و کورینتس در آرژانتین
- تونل زیر گذر آبی ارنانداریاس بین شهرهای پارانا و سانتافه آرژانتین
- پل روزاریو – ویکتوریا بین روزاریو (استان سانتافه) و ویکتوریا (استان انتره ریوس) آرژانتین
- پل بزرگ ساراته – براسو بین ساراته (استان بوئنوس آیرس) و استان انتره ریوس

به علاوه، پلی بین شهرهای رکونکوئیستا (استان سانتافه) و گویا (استان کورینتس) و نیز پل دیگری بر روی دهانه آبریز ریورپلاته (بین اروگوئه و آرژانتین) تحت بررسی است.

## مشخصات رود
- سرچشمه اصلی: ریو گرانده (رود گرانده) واقع در بوکاینا دمیناس، میناس گرایس برزیل
- درازای سرچشمه اصلی: ۱۳۶۰ کیلومتر
- سرچشمه فرعی: رود پارانایبا واقع در ریو پارانایبا، میناس گرایس برزیل
- درازای سرچشمه فرعی: ۱۰۷۰ کیلومتر
- ارتفاع سرچشمه اصلی: ۱۱۴۸ متر
- دهانه: ریورپلاته (ریو دلاپلاتا) واقع در اقیانوس اطلس
- حوضه آبریز: ۲۵۸۲۶۷۲ کیلومترمربع
- میانگین بده: ۱۸۰۰۰مترمکعب در ثانیه
- درازا: ۳۹۹۸ کیلومتر

## نگارخانه

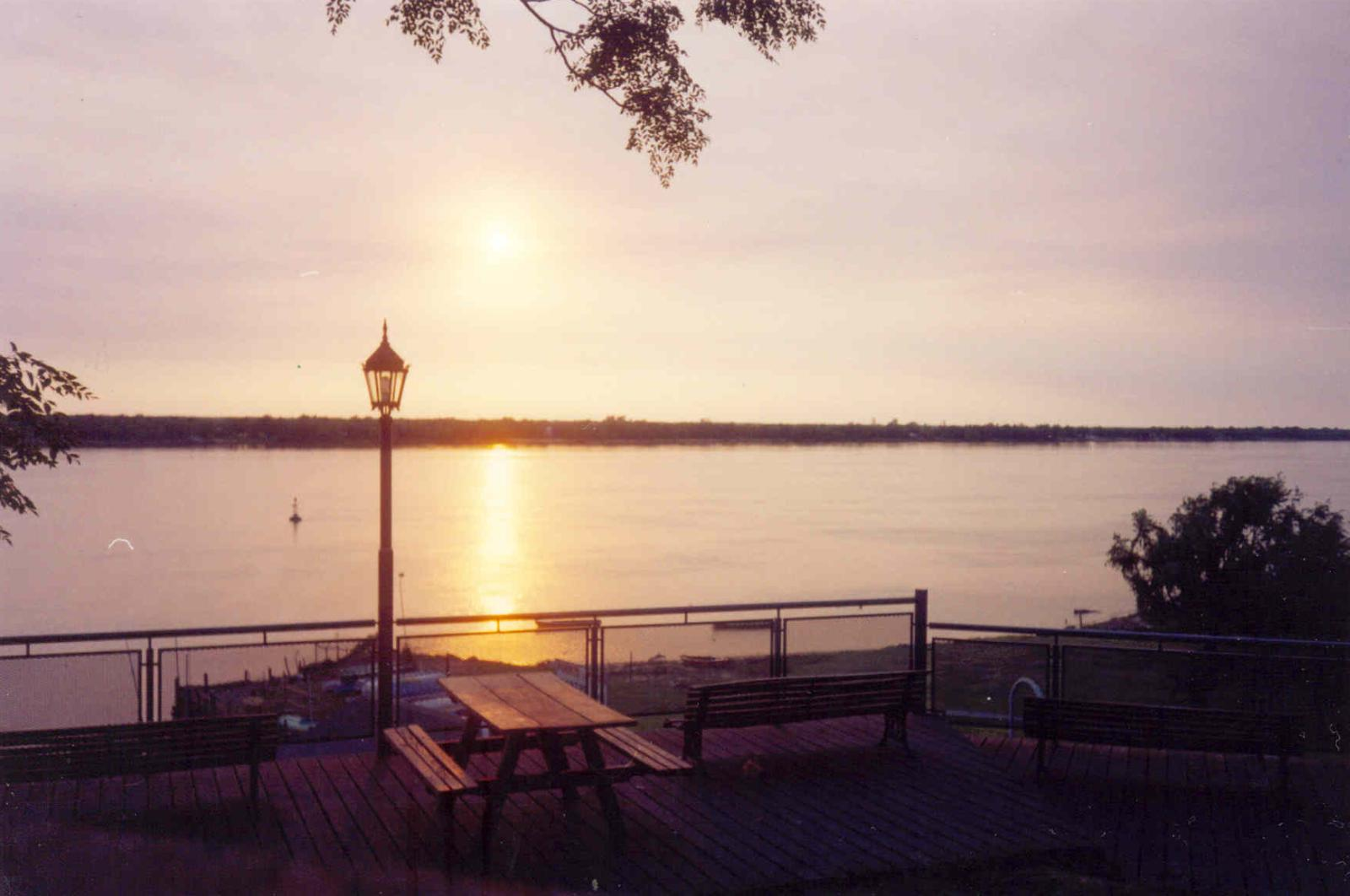
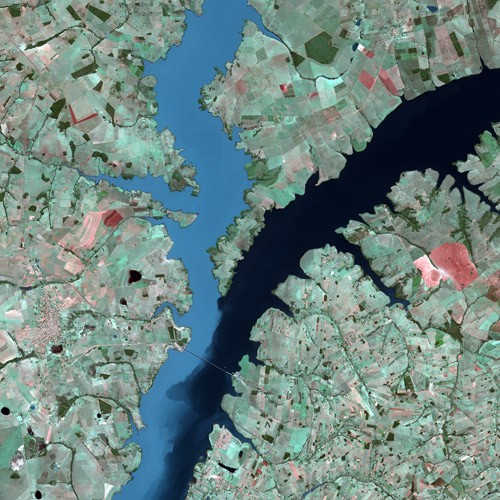
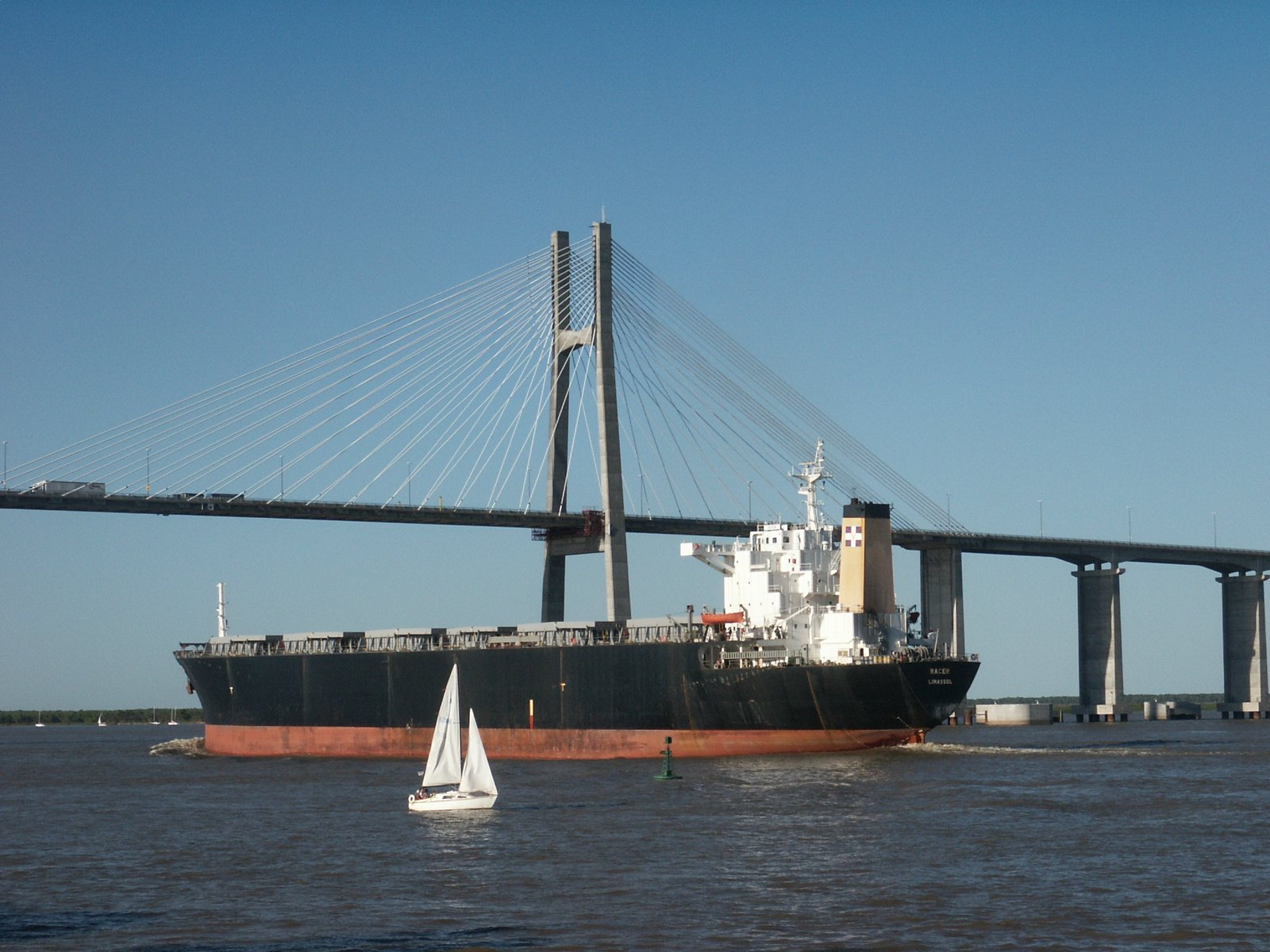
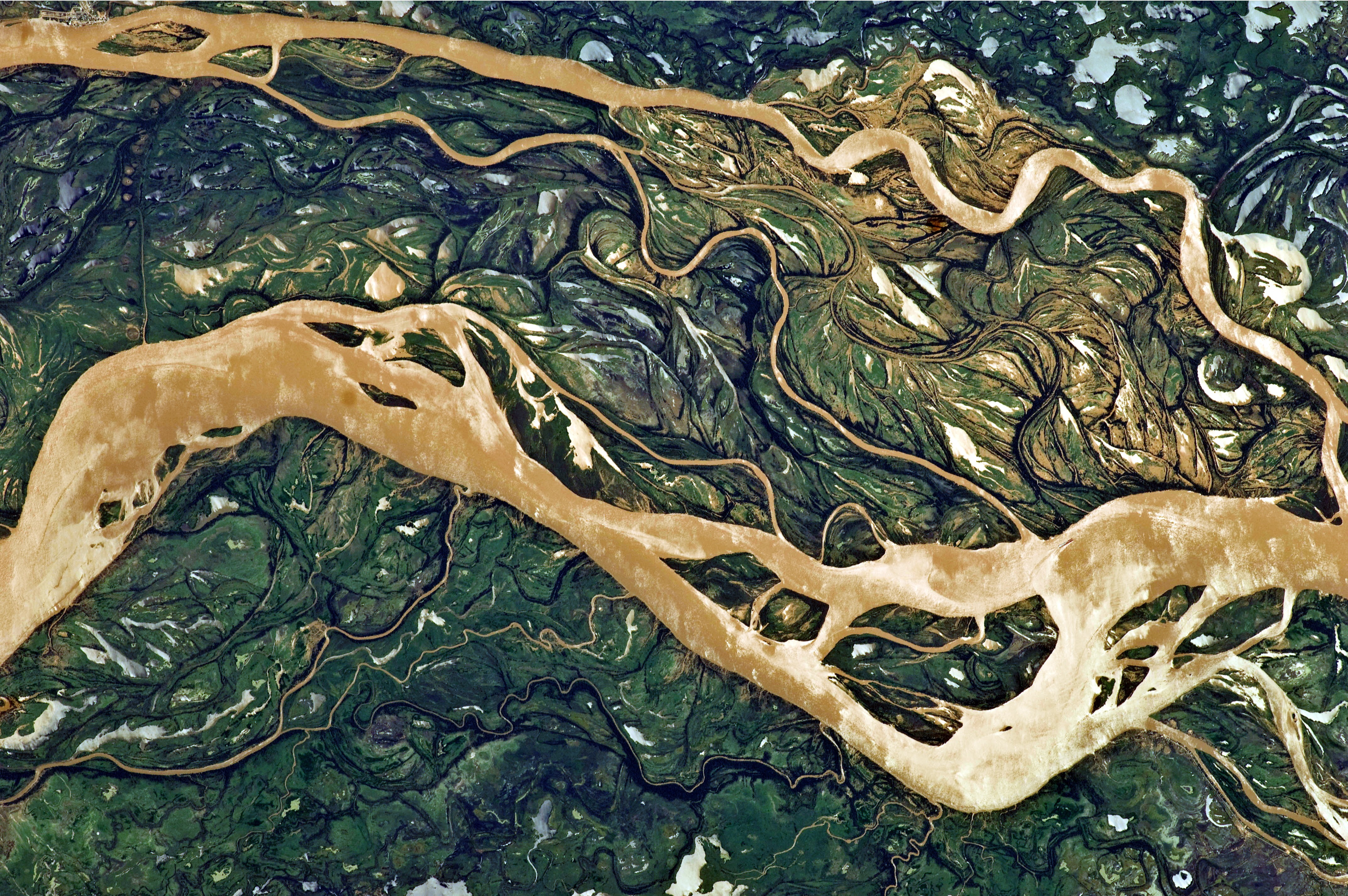